# Барановка (Кемеровская область)
Барановка — село в Кемеровском районе Кемеровской области. Входит в состав Щегловского сельского поселения.

## География
Центральная часть населённого пункта расположена на высоте 171 метра над уровнем моря.

## Население
По данным Всероссийской переписи населения 2010 года, в селе Барановка проживает 1152 человека (567 мужчин, 585 женщин).